# Better Hope
Better Hope es una localidad de Guyana en la región de Demerara-Mahaica ubicada en los suburbios al este de Georgetown, muy próxima al aeropuerto Ogle
Forma parte del Consejo vecinal democrático 408.

## Demografía
Según censo de población 2002 contaba con 5029 habitantes. La estimación 2010 refiere a 5284 habitantes.
Población económicamente activa
| Dato      | Funcionarios | Profesionales y técnicos | Clero | Comercio y Servicios | Act. agrícolas | Act. industriales | Ocup. elementales | S/D  | Total |
| --------- | ------------ | ------------------------ | ----- | -------------------- | -------------- | ----------------- | ----------------- | ---- | ----- |
| Población | 30           | 122                      | 166   | 427                  | 117            | 131               | 425               | 1727 | 3445  |